# Portugal dos Pequenitos
Portugal dos Pequenitos (traduction : « Portugal des minuscules ») est un parc thématique au Portugal, conçu et construit comme un espace ludique, pédagogique et touristique pour montrer les aspects culturels et patrimoniaux portugais. Il a été construit dans la ville de Coimbra et a été ouvert le 8 juin 1940. Le parc fait partie depuis 1959 de la fondation Bissaya Barreto qui en a assuré le mécénat.

## Historique
L'initiative du projet en revient au Docteur Bissaya Barreto en 1938. L'architecture du parc est fortement inspirée de l'esprit idéaliste et nationaliste de l'Estado Novo portugais. Le parc a été dessiné par l'architecte Cassiano Branco.

## Description

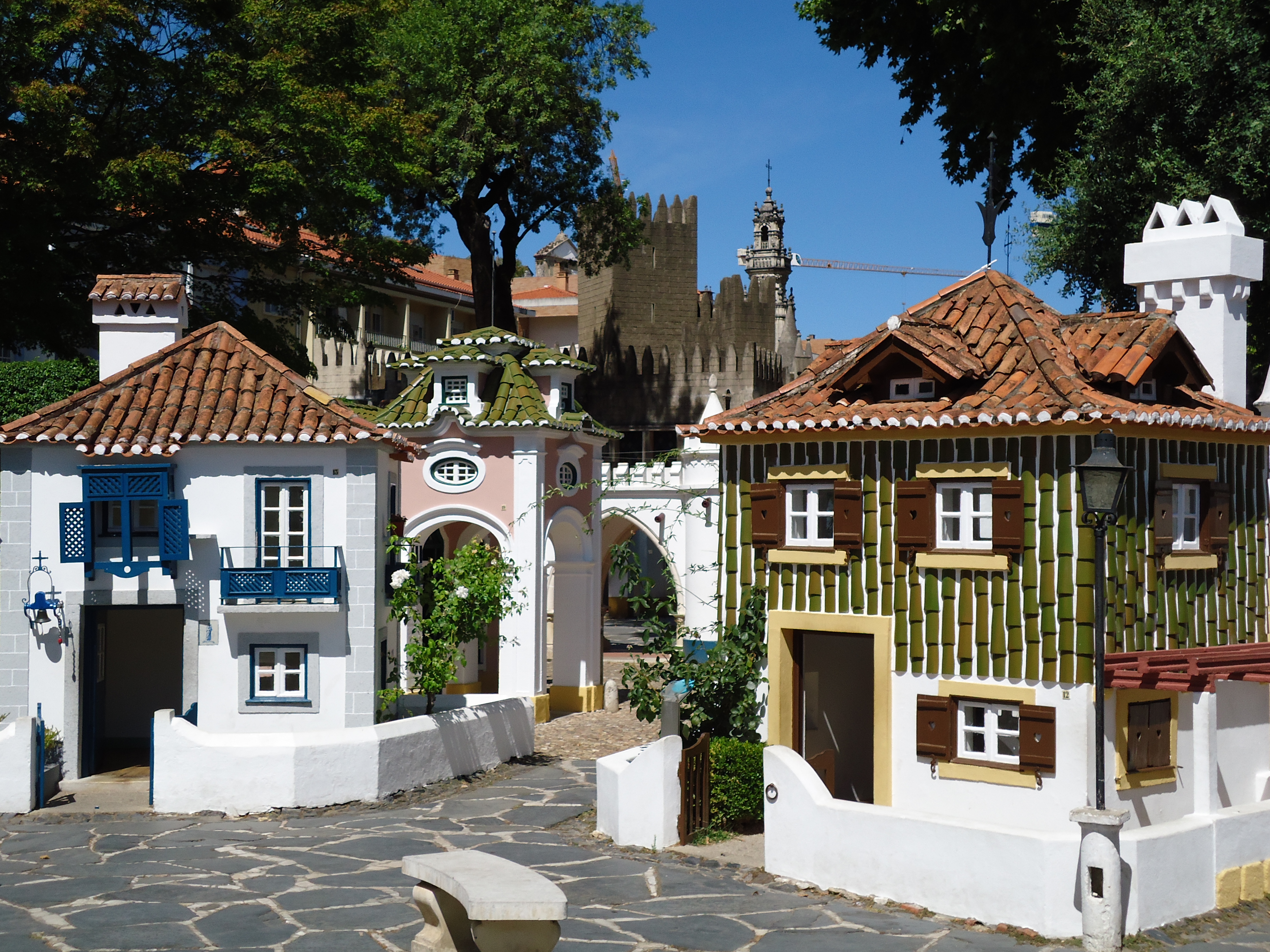
Habitats régionaux.

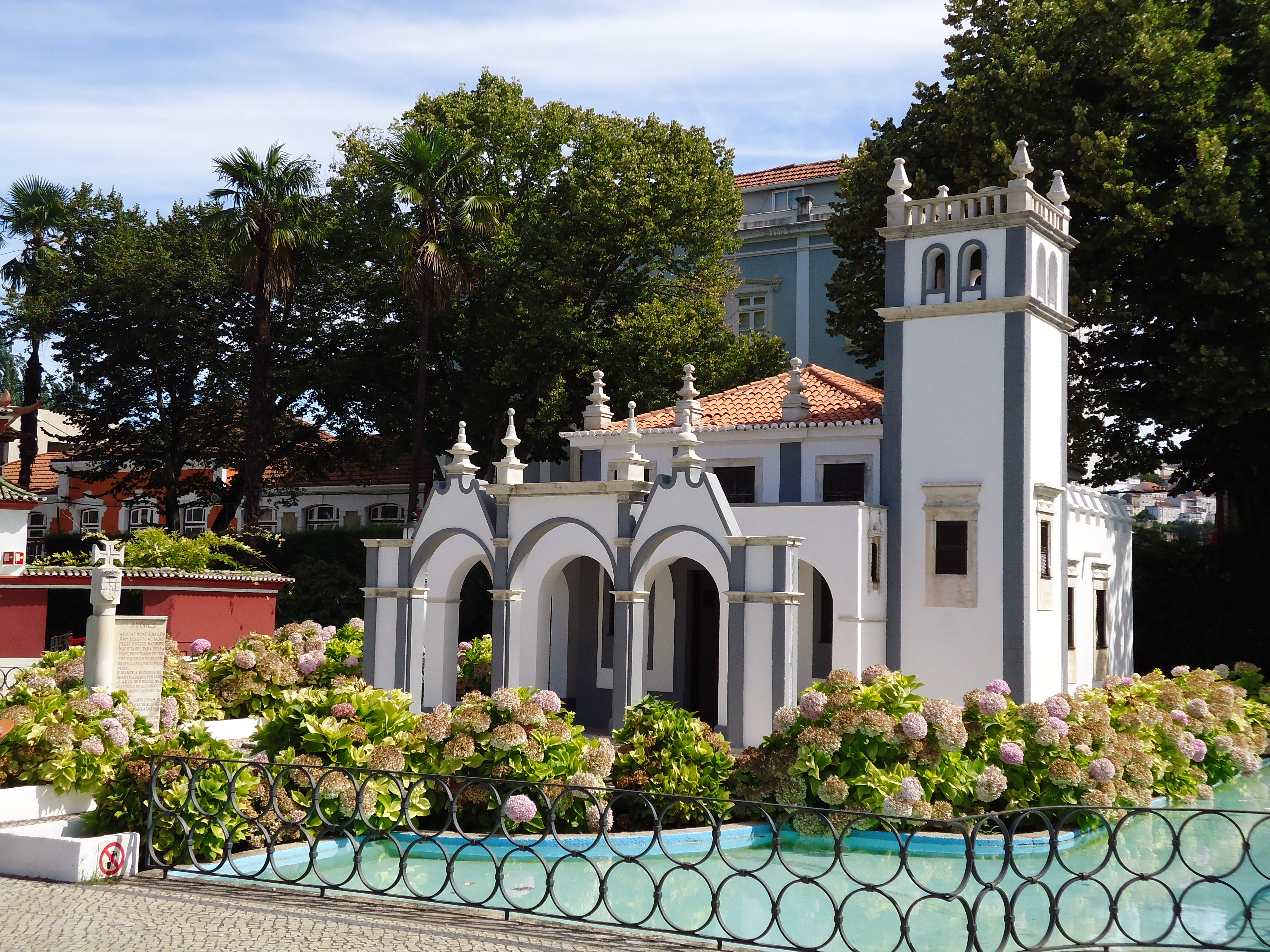
Pavillon des Açores.

Le parc abrite des monuments et autres éléments sur l'architecture et l'histoire du Portugal, répartis en trois zones :
La première partie de la construction, effectuée ne 1938 et 1940, est constituée par un ensemble d'habitats régionaux portugais : manoirs de  Trás-os-Montes et Minho, maisons typiques de chaque région avec ses potagers, ses jardins, ses chapelles et d'autres éléments architecturaux représentés à petite échelle. Les habitats traditionnels du nord au sud du Portugal ont été reproduits dans les plus infimes détails. L'ensemble de Coimbra est aussi visible avec un espace où sont représentés les monuments les plus importants de la ville.
La deuxième partie ,comprend l'aire monumentale, espace proposant  les monuments nationaux du nord au sud du pays. S'y distingue la copie de la fenêtre du Couvent du Christ à Tomar de Valentim de Azevedo.
La troisième partie terminée à la fin des années 1950, englobe la représentation ethnographique et monumentale des pays africains de langue officielle portugaise (Brésil, Mozambique, Macao, Inde et Timor), avec une présentation de la végétation propre de ces régions. Cette partie propose aussi les monuments des régions autonomes de Madère et des Açores.
Au Centre de documentation Bissaya Barreto, il existe divers documents sur l'histoire du parc, par exemple les plantes, les dessins architecturaux et les cartes postales d'archives.

## Fréquentation

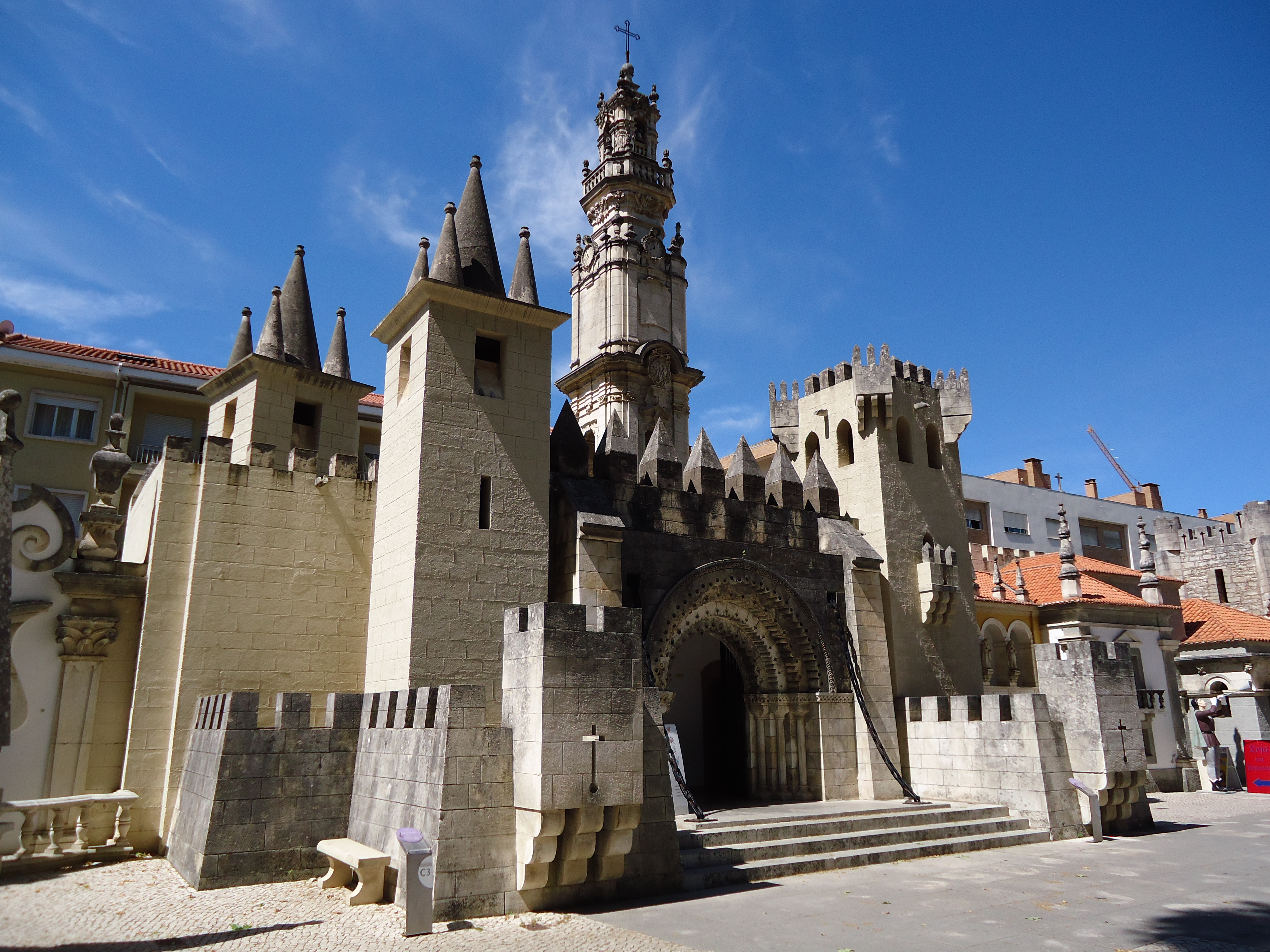
Musée des costumes.

C'est le parc thématique destiné aux enfants qui est le plus visité du Portugal. Pourtant, le nombre de visiteurs du parc est en diminution depuis 2009. En 2014, 228 000 visiteurs ont été enregistrés en baisse de 19% par rapport à 2005 qui a affiché 283 000 entrées. Sur les années les plus récentes, 2007 a été l'année la meilleure avec 331 000 visiteurs et 2012 la  pire avec 211 000 visiteurs.
Ce parc est un portrait vivant de l'influence portugaise et de sa présence sur le plan international. Le parc Portugal des Minuscules est encore aujourd'hui une référence historique et éducative pour plusieurs générations. En plus de brasser les cultures et les personnes, le parc présente l'intérêt de mettre en valeur l'architecture et les sculptures. La dimension des œuvres à taille d'enfants s'adresse à tous les publics.